# 恋人たち (テレビドラマ)
『恋人たち』（こいびとたち）は、TBS系列の「木曜座」（毎週木曜日22:00 - 22:54）の枠で、1980年（昭和55年）10月9日から同年12月25日まで放送されていたテレビドラマ。全12話。

## 概要
立原正秋の小説『恋人たち』（光風社、1965年）と『はましぎ』（新潮社、1973年）を原作として脚色した作品。
笹本道太郎がある日、鎌倉で見かけた六太郎（ロク）と出会うが、道太郎はロクがかつて子供の頃人さらいに遭って行方不明になった弟ではないかと疑うようになる。一方で道太郎は以前の恋人・土方典子と関係を続けているが、典子には丹波という婚約者が居る。典子の妹・信子は、そんな姉と道太郎の関係に疑問を持っていたが、やがて信子も道太郎と関係を持つようになる…。
東京と鎌倉を舞台に、先が見えないような恋愛をし、倦怠感に包まれながら暮らす5人の若者たちを中心に描いた青春ドラマ。1980年放送ではあるが、1970年代調の物語と言われていたこともある。 

## キャスト
- 笹本道太郎：根津甚八
定職を持たず、剣道を教えたり、家庭教師をして暮らしている。三人兄弟であったが、両親の離婚後は兄・倫太郎は父の籍に入り、自分は母の籍（笹本姓）の元で育った。
- 土方信子：大竹しのぶ
典子の妹。池内のアトリエで助手をしている。後に道太郎と知り合うが親密な関係になっていく。
- 土方典子：田中裕子
かつて道太郎の恋人で、関係を続けていたが、丹波という婚約者が居る。
- 津村悠子：いしだあゆみ
新進女優。道太郎の兄・倫太郎の恋人だったが、六太郎に惹かれて行く。
- 六太郎（ロク）：桑名正博
鎌倉で「ローズハウス」という曖昧宿を経営。道太郎に行方不明になった弟ではないかと思われる。
- 中町倫太郎：秋野太作
道太郎の兄。両親の離婚後弟とは別れ、父（中町姓）の元で育つ。
- 中町周太郎：山内明 - 倫太郎、道太郎の父。
- 笹本澄子：加藤治子 - 倫太郎、道太郎の母。
- 志馬円道：河原崎建三 - 寺の坊主、道太郎の悪友。
- 烏合の衆のマスター：小栗一也 - 鎌倉駅裏のコーヒー店の主。
- 池内良平：原保美
彫刻家。信子が池内のアトリエで働く。
- 丹波：村嶋修
銀行員。典子の婚約者。
- 鮫島：平田昭彦
- 節子：宮下順子
- 高沢順子

## スタッフ
- 原作：立原正秋
- 脚本：森薫、砂田量爾（#1 - #4、#7 - #8、#12）、大津皓一（#5、#6、#9 - #11）
- 演出：竜至政美、服部晴治（#1、#2、#4、#6、#8、#11、#12）、豊原隆太郎（#3、#5、#7、#9、#10）
- 局系列：JNN
- 制作：TBS